# Ère Kajō (Heian)
L'ère Kajō (嘉承), aussi romanisé Kashō, est une des ères du Japon (年号, nengō, lit. « nom de l'année ») après l'ère Chōji et avant l'ère Tennin. Cette ère couvre la période allant du mois d'avril 1106 au mois d'août 1108. Les empereurs régnants sont Horikawa-tennō (堀河天皇) et Toba-tennō (鳥羽天皇).

## Changement d'ère
- 6 février 1106 Kajō gannen (嘉承元年?) : Le nom de la nouvelle ère est créé pour marquer un événement ou une série d'événements. L'ère précédente se termine là où commence la nouvelle, en Chōji 3, le 9e jour du 4e mois de  1106[3].

## Événements de l'ère Kajō
- 3 octobre 1106 (Kajō 1) : Des pétitions demandant l'atténuation des « mauvaises influences sur l'empereur » sont présentées aux principaux  sanctuaires shintoïstes[4].
- 19 août 1107 (Kajō 1, 19e jour du 7e mois) : Durant la 21e année du règne de l'empereur Horikawa (堀河天皇21年), l'empereur meurt à l'âge de 29 ans et la succession (senso) est reçue par son fils unique. Peu après, l'empereur Toba est déclaré avoir accédé au trône (sokui)[5].

| Kajō      | 1re  | 2e   | 3e   |
| Grégorien | 1106 | 1107 | 1108 |